# Elliot Mujaji
Elliot Mujaji es un deportista zimbabuense que compitió en atletismo adaptado. Ganó dos medallas en los Juegos Paralímpicos de Verano, oro en Sídney 2000 y oro en Atenas 2004.

## Palmarés internacional
| Juegos Paralímpicos | Juegos Paralímpicos | Juegos Paralímpicos | Juegos Paralímpicos |
| Año                 | Lugar               | Medalla             | Prueba              |
| ------------------- | ------------------- | ------------------- | ------------------- |
| 2000                | Sídney (Australia)  | Medalla de oro      | 100 m T46           |
| 2004                | Atenas (Grecia)     | Medalla de oro      | 100 m T46           |